# 六耀社
株式会社六耀社（りくようしゃ）は、東京都新宿区に本社を置く日本の出版社。
主にグラフィックデザイン、スペースデザイン、プロダクトデザイン、芸術、建築、フラワーデザイン、手芸関連の書籍を発行している。
昭和37年4月中央図書として発足。昭和49年株式会社六耀社に法人改組し、デザイン・美術・建築関係などの専門出版社になる。ヴィジュアルブックを中心とした出版物を発刊。国内、海外に販売している。また、平成5年頃よりフラワーデザインの分野に進出している。最近に至っては趣味・実用をはじめ、新規ジャンルに参入している。

## 主な書籍
年鑑
- 『年鑑日本の空間デザイン』
- 『GRAPHIC DESIGN IN JAPAN』
- 『年鑑日本のパッケージデザイン』

定期刊行物
- 「SPA-DE」

単行本
- 『磯崎新の建築行脚』
- 『磯崎新の建築談議』
- 『高村光太郎彫刻全作品』
- 『河鍋暁斎画集』
- 『亀倉雄策のデザイン』
- 『フラワーデザイナー資格検定試験テキスト』